# Raúl Gorriti
Raúl Enrique Gorriti Drago (Camaná, 10 d'octubre de 1956 - Camaná, 2 d'abril de 2015) fou un futbolista peruà de la dècada de 1980.
Va formar part de l'equip peruà a la Copa del Món de 1978.
Pel que fa a clubs, defensà els colors de Sporting Cristal.